# Cartagena del Chairá
Cartagena del Chairá è un comune della Colombia facente parte del dipartimento di Caquetá.
Il centro abitato venne fondato da Isidro Pimentel nel 1966.